# Lijst van rijksmonumenten in Woensdrecht (gemeente)
De gemeente Woensdrecht telt 49 inschrijvingen in het rijksmonumentenregister. Hieronder een overzicht. 

## Huijbergen
De plaats Huijbergen telt 10 inschrijvingen in het rijksmonumentenregister. Zie Lijst van rijksmonumenten in Huijbergen voor een overzicht.

## Ossendrecht
De plaats Ossendrecht telt 7 inschrijvingen in het rijksmonumentenregister.
| Object | Oorspronkelijke functie? | Bouwjaar                                              | Architect | Locatie                      | Coördinaten?                  | Nr.?   | Afbeelding                                                             |
| --- | ------------------------ | ----------------------------------------------------- | --------- | ---------------------------- | ----------------------------- | ------ | ---------------------------------------------------------------------- |
| Grotendeels gepleisterd pand zonder verdieping en met hoog, door pannen gedekt zadeldak tussen puntgevels. Voorgevel van 19e-eeuws karakter met houten kroonlijst. Vensters met luiken | Woonhuis                 | wellicht 18e eeuw                                     |           | Aanwas 29                    | 51° 23' 35" NB, 4° 18' 52" OL | 31873  | Meer afbeeldingen                                                      |
| Huis Calven | Woonhuis                 |                                                       |           | Calfven 42                   | 51° 24' 16" NB, 4° 19' 9" OL  | 31874  | Huis Calven                                                            |
| Herenhuis met hardstenen stoeppalen | Woonhuis                 | eerste helft 19e eeuw                                 |           | Dorpsstraat 3                | 51° 23' 40" NB, 4° 19' 23" OL | 31875  | Meer afbeeldingen                                                      |
| Nederlands Hervormde kerk | Kerk en kerkonderdeel    | ca. 1810 (ingebruikname kerk) 18e eeuw (kabinetorgel) |           | Dorpsstraat 10               | 51° 23' 41" NB, 4° 19' 22" OL | 31876  | Meer afbeeldingen                                                      |
| Herenhuis in Ambachtelijk-Traditionele stijl met Eclectische elementen | Woonhuis                 | 1890                                                  |           | Aanwas 20                    | 51° 23' 35" NB, 4° 18' 51" OL | 516702 | Herenhuis in Ambachtelijk-Traditionele stijl met Eclectische elementen |
| Vrijstaand herenhuis | Woonhuis                 | ca. 1900                                              |           | Aanwas 33                    | 51° 23' 34" NB, 4° 18' 53" OL | 516703 | Vrijstaand herenhuis                                                   |
| Herenhuis in een sobere Eclectische stijl | Woonhuis                 | 1897                                                  |           | Burgemeester Voetenstraat 23 | 51° 23' 38" NB, 4° 19' 11" OL | 516705 | Upload foto                                                            |

## Putte
De plaats Putte telt 17 inschrijvingen in het rijksmonumentenregister. Zie Lijst van rijksmonumenten in Putte voor een overzicht.

## Woensdrecht
De plaats Woensdrecht telt 15 inschrijvingen in het rijksmonumentenregister. Zie Lijst van rijksmonumenten in Woensdrecht (plaats) voor een overzicht.
's-Hertogenbosch ·
Alphen-Chaam ·
Altena ·
Asten ·
Baarle-Nassau ·
Bergeijk ·
Bergen op Zoom ·
Bernheze ·
Best ·
Bladel ·
Boekel ·
Boxtel ·
Breda ·
Cranendonck ·
Deurne ·
Dongen ·
Drimmelen ·
Eersel ·
Eindhoven ·
Etten-Leur ·
Geertruidenberg ·
Geldrop-Mierlo ·
Gemert-Bakel ·
Gilze en Rijen ·
Goirle ·
Halderberge ·
Heeze-Leende ·
Helmond ·
Heusden ·
Hilvarenbeek ·
Laarbeek ·
Land van Cuijk ·
Loon op Zand ·
Maashorst ·
Meierijstad ·
Moerdijk ·
Nuenen, Gerwen en Nederwetten ·
Oirschot ·
Oisterwijk ·
Oosterhout ·
Oss ·
Reusel-De Mierden ·
Roosendaal ·
Rucphen ·
Sint-Michielsgestel ·
Someren ·
Son en Breugel ·
Steenbergen ·
Tilburg ·
Valkenswaard ·
Veldhoven ·
Vught ·
Waalre ·
Waalwijk ·
Woensdrecht ·
Zundert